# CD16
مجموعهٔ تمایزی ۱۶ (انگلیسی: Cluster of Differentiation 16) یک گیرندهٔ Fc با میل ترکیبی پائین است. این مولکول در سطح سلول‌های کشنده طبیعی، نوتروفیل‌ها، مونوسیت‌ها و ماکروفاژها دیده می‌شود.
فقدان این گیرنده در جمعیت نوتروفیل‌ها نشانگر عدم بلوغ آنهاست که ممکن است در اثر پدیده شیفت به چپ به‌سبب لکوسیتوز نوتروفیلی در جریان نکروز بافتی یا عفونت باکتریال ایجاد شود.